# المسلمون قادمون (ديوان شعر)
المسلمون قادمون هو عنوان لديوان شعر من تأليف الشيخ يوسف القرضاوي نشر سنة 2000 الناشر مكتبة وهبة و دار التوزيع والنشر الإسلامية.
| ” | «اقتباس من الديوان: المسلمون قادمون!.. الدين والمنطق والتاريخ والواقع يقضى : إنهم لقادمون! قلت لمن حولي : نعم ، المسلمون قادمون.. قالوا : عجيب ما تقول... كيف تقول : المسلمون قادمون ؟» | “ |

## وصلات خارجية
- لمزيد من المعلومات عن الديوان الشعري في موقع الشيخ يوسف القرضاوي
- ا